# 孙家栋
孙家栋（1929年4月8日—），汉族，辽宁瓦房店人，祖籍山东牟平，中国人造卫星专家，被称为中国的“卫星之父”。共和國勳章、两弹一星功勋奖章获得者，2009年度国家最高科学技术奖获得者，中国探月工程总设计师，北斗导航系统第一代和第二代总设计师。

## 生平
1942年，13岁的孫家棟考入哈尔滨第一高等学校土木系，中途因为战争而失学。1947年，进入哈尔滨工业大学预科班专修俄文，後来加入中国人民解放军空军。1951年9月进入苏联茹科夫斯基空军工程学院学习。
1956年8月，孙家栋加入中国共产党。1958年4月回国後，到钱学森主持的国防部第五研究院从事导弹研究。历任国防部第五研究院和第一设计部副主任，第七机械工业部第一研究院第一设计部副主任、高级工程师，第七机械工业部第五研究院副院长、院长，航天工业部副部长、研究员，航空航天工业部副部长。长期从事导弹、卫星的设计和研制工作，是中国试验同步通信卫星的总设计师。
1970年4月24日，“东方红一号”发射成功。文革期間為了保護他免於受到衝擊，他的办公地点被秘密安排在一个酒店里面，因此這枚衛星其實是與其它17位科學家一起在酒店裡研發的。1971年，“实践一号”卫星也发射成功（任总体设计师）。1975年，中國第一颗返回式遥感卫星发射成功（續任总体设计师）。回到研究所後，作为总设计师，研發中国第一颗同步试验通信卫星“东方红二号”。該衛星於1984年发射成功，此前1979年10月，中国宇航学会成立，其就当选为第一届理事会副理事长。
1988年，孙家栋当选国际宇航科学院院士，1992年当选中国科学院院士，1996年当选国际欧亚科学院院士。1999年獲得两弹一星功勋奖章。2003年任中国探月工程总设计师，获得2009年度国家最高科学技术奖。
2011年1月26日，中共中央政治局常委、中央书记处书记、国家副主席习近平分别来到中国工程院院士王忠诚，中国科学院院士孙家栋、李振声家中，代表胡锦涛总书记和党中央看望这三位为新中国科技事业作出突出贡献的著名科学家，向他们致以诚挚的问候和新春的祝福。
2018年12月18日，在中国共产党主持的改革开放四十周年大会上，表彰为改革开放杰出贡献人员：航天科技事业创新发展的重要推动者。
2019年，孙家栋被全国人大常委会決定授予共和国勋章。
2020年7月31日，91岁高龄的孙家栋坐轮椅出席了在北京人民大会堂举行的北斗三号全球卫星导航系统建成暨开通仪式。
截止2025年4月，孙家栋是仅剩的两位在世的两弹一星功勋奖章获得者之一（另外一位是王希季）。

## 著作
《北斗二号卫星工程系统工程管理》，孙家栋、杨长风、李祖洪 编， 国防工业出版社。2017-05

## 家庭
1959年4月3日，30岁的孙家栋经空军司令部刘恩光的夫人介绍，与哈尔滨工人医院小儿科医生魏素萍相识。8月9日，二人在北京南苑举行婚礼。1962年，魏素萍被调入北京，到五院附属医院做医生。12月，孙家栋和魏素萍的第一个孩子孙中亮诞生。1967年，他们的第二个孩子魏红诞生。